# Marcos Diádoco
Marcos Diádocos (em latim: Marcus Diadochus; em grego:  Markos ho diadochos) foi um escritor cristão do século IV d.C. Nada mais se sabe dele, exceto que seu nome aparece no topo do "Sermão contra os arianos".

## Sermão contra os arianos
Redescoberto por Wetsten em um códice manuscrito de Santo Atanásio, em Basileia, o texto foi publicado por ele no final de sua edição de Orígenes. Outra versão da mesma obra foi emprestada por Galliciollus a Galland e publicada na "Veterum Patrum Bibliotheca", V (Veneza, 1765-1781). Esta versão é a que aparece na Patrologia Graeca, de Migne. O sermão cita e expande textos comuns sobre o assunto (João 1:1, Hebreus 1:3, Salmos 109:3–4, João 14:6–23 e outros) e endereça alguns outros mais difíceis (Marcos 13:32, Marcos 10:10, Mateus 20:23 e outros).

## Identidade
Uma pessoa bem diferente é Diádoco, bispo de Fotique (atual Paramythia), em Epiro (Grécia), no século V, e autor de um "Sermão da Ascesão" e de uma centena de "Capítulos sobre a perfeição espiritual" , a que Victor Vitensis elogia no prólogo de sua história das perseguições vândalas. Eles são frequentemente confundidos, exatamente como Migne fez.